# 벤틀리
벤틀리 모터스(영어: Bentley Motors Limited)는 영국의 수공 자동차 제조사이다. 독일의 자동차 제조 그룹인 폭스바겐 AG가 소유주이다. 수공 고급 승용차 브랜드 중에서는 스포츠성이 강한 브랜드이다.

## 내용
1919년 월터 오웬 벤틀리에 의하여 설립되었다. 1931년 롤스로이스에 매각되어 롤스로이스의 계열이 되었으며, 이후에는 롤스로이스 차종의 스포츠 버전을 주로 내놓았다. 1998년 폭스바겐 AG가 벤틀리를 인수하였고, 롤스로이스 차종을 생산하였던 영국 체셔주 크루의 생산 라인도 폭스바겐에 넘어가게 되어 현재는 벤틀리 차종을 생산한다. BMW가 인수한 롤스로이스는 영국 웨스트서식스주 굿우드에 새로 공장을 세운다.

## 모델

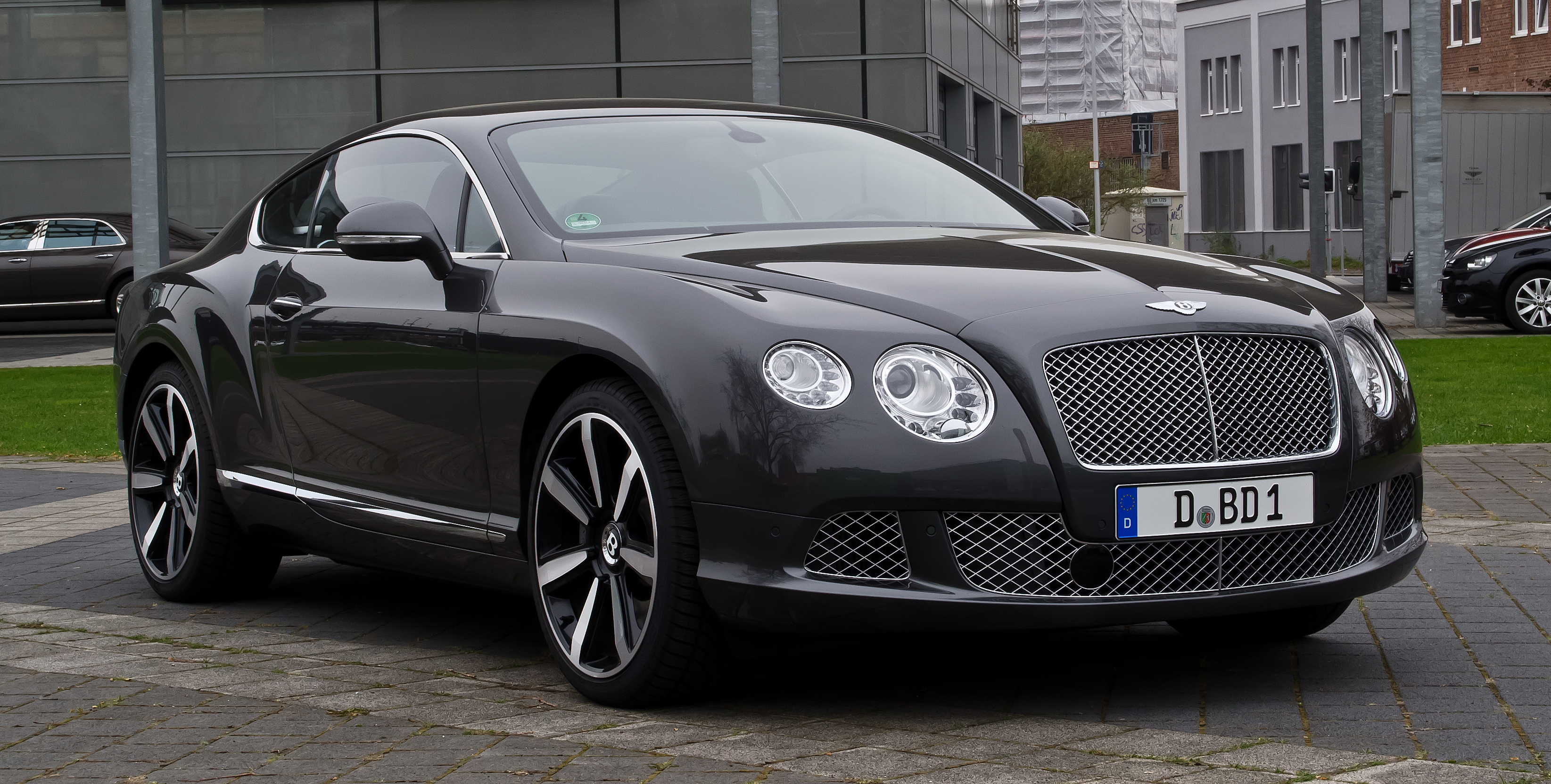
컨티넨탈 GT

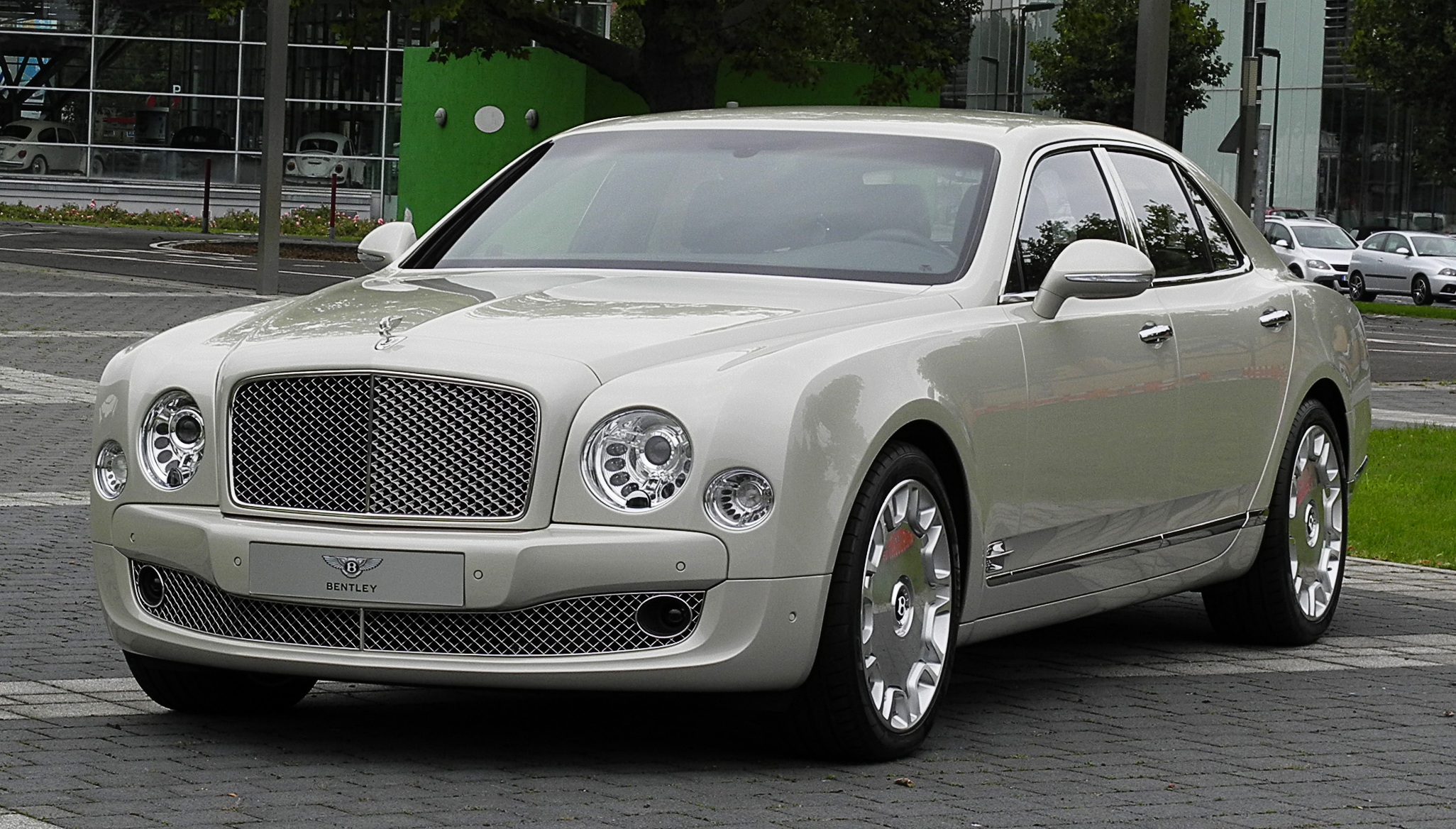
뮬산

### 세단
- 플라잉 스퍼[2]

### 쿠페

#### 컨티넨탈 쿠페
- 컨티넨탈 GT
- 컨티넨탈 GT V8
- 컨티넨탈 GT3-R
- 뉴 컨티넨탈 GT 스피드

#### 컨티넨탈 컨버터블
- 컨티넨탈 GTC
- 컨티넨탈 GTC V8
- 뉴 컨티넨탈 GT 스피드 컨버터블

### SUV
- 벤테이가

### 이전 생산 모델
- 아나지
- 아주어
- 뮬산

## 같이 보기
- 폭스바겐 AG
- 아우디폭스바겐코리아